# مارتي لانغ
مارتي لانغ (بالإنجليزية: Marty Lang)‏ هو لاعب كرة قاعدة أمريكي، ولد في 27 سبتمبر 1905 في هوبير في الولايات المتحدة، وتوفي في 13 يناير 1968 في ليكوود في الولايات المتحدة.

## وصلات خارجية
- مارتي لانغ على موقعبيزبول رفرنس.كوم (الدوري الرئيسي) (الإنجليزية)
- مارتي لانغ على موقعبيزبول رفرنس.كوم (الدوري الثانوي) (الإنجليزية)